# Liste der Komponisten/U

## Ub
- Friedrich Christian Hermann Uber (1781–1822)

## Uc
- Marco Uccellini (um 1603–1680)

## Ud
- Johann Otto Uhde (1725–1766)

## Ug
- Floro Ugarte (1884–1975)
- Vincenzo Ugolini (um 1570–1638)

## Uh
- Alfred Uhl (1909–1992)

## Ui
- Andres Uibo (* 1956)
- René Uijlenhoet (* 1961)

## Ul
- Hans Uldall (1903–1983)
- Viktor Ullmann (1898–1944)
- Jürgen Ulrich (1939–2007)

## Um
- Karl Gottlieb Umbreit (1763–1829)
- Ignaz Umlauf (1746–1796)
- Paul Umlauft (1853–1934)

## Un
- Hermann Unger (1886–1958)

## Ur
- Bartolomej Urbanec (1918–1983)
- Erich Urbanner (* 1936)
- Paul Urmuzescu (1928–2018)
- Francesco Antonio Urio (um 1631-um 1719)
- Alicia Urreta (1930–1986)
- Jorge Urrutia Blondel (1905–1981)
- Fabio Ursillo (um 1690–1759)
- Irma Urteaga (1929–2022)

## Us
- José María Usandizaga (1887–1915)
- Vladimir Ussachevski (1911–1990)
- Galina Ustwolskaja (1919–2006)
- Andreas Uswalt (1634–1665)

## Ut
- Alexander Utendal (1530–1581)
- Gustav Adolf Uthmann (1867–1920)
- Francesco Antonio Uttini (1723–1795)

## Uz
- Charles Uzor (* 1961)